# Toyota Paseo
Toyota Paseo var en sportscoupé bygget af den japanske bilfabrikant Toyota Motor mellem 1991 og 1999. Bilen findes i to generationer: EL44 (1991 − 1995) og EL54 (1996 − 1999). I almindeligt sprogbrug betegnes modellerne "L4" (EL44) hhv. "L5" (EL54).

## EL44
I årene 1991 til 1995 blev EL44 bygget til markederne USA, Canada, Storbritannien og Australien på Takaoka-fabrikken i Toyota City. Bilen var bygget på platformen fra Toyota Tercel, og ikke som mange tror Toyota Starlet (Tercel er "L"-platform f.eks. EL42, og Starlet "P"-platform f.eks. EP82.

### Versioner
Paseo EL44 blev bygget i to forskellige versioner:
- En version primært tilegnet det amerikanske marked. Bilen var fra produktionsstart standardudstyret med servostyring, fra 1993 fulgte førerairbag og som ekstraudstyr ABS. Sportssæder, automatisk selesystem og autoradio med fire højttalere hørte også til standardudstyret. Der kunne vælges mellem femtrins manuel gearkasse eller firetrins automatgear. Som ekstraudstyr kunne fås klimaanlæg (frem til 1994 med CFC-gas/R12) samt fartpilot. Da der i visse delstater i USA gjaldt strengere grænseværdier for bilers udstødning, blev motorens effekt før salget i de pågældende stater nedsat til 69 kW (94 hk) for at kunne overholde den pågældende stats grænseværdier.
- Til det japanske marked blev Paseo betegnet Toyota Cynos. Gynos blev i få eksemplarer eksporteret til Australien, Storbritannien og Rusland. Forskelle i forhold til Paseo var:
  - Forskellige andre motorkomponenter (motortype 5E-FHE), derved højere effekt (81 kW/110 hk)
  - Andre forlygter (separate positionslyspærer, ingen reflektorer i blinklysene, integrerede tågeforlygter i retning mod bilens midte)
  - Andre baglygter (ingen sidemarkeringslygter, reflektorer i anden farve)
  - Højrestyring
  - El-justerbare sidespejle
  - El-ruder (ekstraudstyr)
  - Bagrudevisker (ekstraudstyr)

### Opbygning
Paseo EL44 Coupé var en 939 kg tung, forhjulstrukket 2+2-sæder. Bilen havde to siddepladser foran samt to siddepladser bagi til personer med en højde på max. 1,65 m.

### Motor
Motoren i EL44 (type 5E-FE) var grundlæggende den samme som i EL54 (kun detailændringer). Væsentlige forskelle på den firecylindrede 16V-motor er:
- Motortype: 5E-FE
- Kompressionsforhold: 9,4:1
- Boring: 74,0 mm
- Slaglængde: 87,0 mm
- Slagvolume: 1497 cm³
- Effekt: 75 kW/102 hk ved 6400 omdr./min.
- Drejningsmoment: 124 Nm ved 3200 omdr./min.
- Multipoint-indsprøjtning
- Femtrins manuel gearkasse

### Undervogn
- Separate hjulophæng foran
- Servostyring
- Indvendigt ventilerede skivebremser foran
- Tromlebremser bagpå
- ABS
- Standardhjulstørrelser:
  - Fælge 5,5J x 14"
  - Dæk 185/60 R 14

### Præstationer
- 0-100 km/t: 10,3 sek.
- Topfart: 180 km/t
- Tankindhold: 45 liter

## EL54
I årene 1996 til 1999 blev Paseo EL54 bygget. Denne blev solgt officielt i Europa. Bilen havde som standard udtageligt soltag, servostyring, el-ruder, el-justerbare sidespejle, centrallåsesystem, fører- og passagerairbag samt ABS.
Som ekstraudstyr kunne modellen fås med metallak, klimaanlæg, lædersæder, sædevarme og Toyota-autoradio.

### Versioner
Bilen fandtes i to grundversioner: Coupé og cabriolet. Såvel coupé som cabriolet blev solgt under typebetegnelsen EL54, og begge modeller var forsynet med den fra EL44 kendte motor af type 5E-FE. Dog var motoren neddroslet til 66 kW (90 hk) mod før 75 kW (102 hk), mens drejningsmomentet blev øget fra 124 til 130 Nm.
Et særligt kendetegn for EL54 cabriolet var, at hver bil først blev bygget som coupé, transporteret til firmaet American Sunroof Corporation i USA og der ombygget til cabriolet. Til slut blev den derved byggede cabriolet sejlet tilbage til Japan og herefter udleveret til kunden.
En specialudgave af EL54, Paseo S, var en sportsligere udgave af den normale Paseo. De udstyrsmæssige kendetegn for denne version var 215/40R16-dækkene, front- og hækspoiler fra Toyota Motorsport, alufælge 7,5JJx16 samt en sænkning på ca. 30 mm. Også i Østrig solgtes en sportsligere udgave af Paseo, hvor optiske detaljer var modificeret i samarbejde med firmaet Alpina Tuning.
Til det japanske marked hed EL54 fortsat Toyota Cynos. Udover som EL54 med motortype 5E-FHE (Cynos Beta) fandtes Cynos også som EL52 (Cynos Alpha) med motortype 4E-FE (1331 cm³, 63 kW/85 hk). Denne motor blev blandt andet benyttet i Toyota Starlet og Toyota Corolla. EL52 Cynos fandtes i modsætning til EL54 Cynos også med tretrins automatgear.

### Opbygning
- Karrosseri: Firepersoners coupé eller cabriolet med to døre
- Mål:
  - Længde: 4,16 m
  - Bredde: 1,66 m
  - Højde: 1,29 m (cabriolet 1,32 m)
  - Akselafstand: 2,38 m
  - Vendediameter: 10,8 m
- Egenvægt: 995 kg (cabriolet 1055 kg)
- Forhjulstræk

### Motor
- Motortype: 5E-FE
- Firecylindret DOHC rækkemotor
- Slagvolume: 1497 cm³
- Effekt: 66 kW (90 hk) ved 5400 omdr./min.
- Drejningsmoment: 130 Nm ved 4200 til 4600 omdr./min.
- Boring x slaglængde: 74,0 x 87,0 mm
- 16 ventiler
- Multipoint-indsprøjtning
- Femtrins manuel gearkasse

I USA blev motoren i EL54 omstillet til fordelerløs tænding. Dette var ikke tilfældet på de europæiske Paseo-modeller.

### Undervogn
- Separate hjulophæng foran
- Servostyring
- Indvendigt ventilerede skivebremser foran
- Tromlebremser (fra 1999 skivebremser) bagpå
- ABS
- Standardhjulstørrelser:
  - Paseo / Paseo cabriolet:
    - Fælge 5,5J x 14"
    - Dæk 185/60 R 14

  - Paseo S:
    - Fælge 7,5JJ x 16"
    - Dæk 215/40 R 16

### Præstationer
- 0-100 km/t: 10,9 sek. (cabriolet 11,3 sek.)
- Topfart: 185 km/t
- Brændstofforbrug:
  - Bykørsel 9,3 l/100 km
  - Landevejskørsel 5,7 l/100 km
  - Blandet 7,0 l/100 km
- CO2-udslip: 165 g/km